# Kopalnia Odkrywkowa Dolomitu Dubie
Kopalnia Odkrywkowa Dolomitu Dubie – odkrywkowa kopalnia dolomitu we wsi Dubie w województwie małopolskim, w powiecie krakowskim, w gminie Krzeszowice. Znajduje się na północno-wschodnich stokach Łysej Góry i południowych stokach Czerwonej Góry, opadających do wąwozu Zbrza. Jest to obszar Wyżyny Olkuskiej, wchodzący w skład Wyżyny Krakowsko-Częstochowskiej.
Dolomity na Łysej Górze pochodzą ze środkowego dewonu. Wydobywane były w niewielkich kamieniołomach przez okoliczną ludność już w okresie międzywojennym. W latach 1949–1950 oszacowano ich zasoby na 70 mln ton. Złoże znajduje się jednak w sąsiedztwie Rezerwatu przyrody Dolina Racławki, na obszarze Parku Krajobrazowego Dolinki Krakowskie i w sąsiedztwie zabudowań wsi. Duże zapotrzebowanie na kruszywo do budowy dróg spowodowało, że Wojewódzki Zarząd Dróg w Krakowie uzyskał zgodę na eksploatację niewielkiej części złoża. Musi się ono odbywać z uwzględnieniem przepisów ochrony środowiska i do głębokości 279 m n.p.m. – powyżej zwierciadła wód podziemnych stanowiących podstawowe zaopatrzenie w wodę dla pobliskich Krzeszowic. Po zakończeniu eksploatacji wyrobisko kopalni zostanie wkomponowane w okoliczny krajobraz.
Eksploatację prowadzi się systemem ścianowym z zabierką na wysokości 305–410 m n.p.m. Wydobywa się techniką wiertniczo–strzałową. Z jednego odstrzału uzyskuje się około 5 tysięcy ton urobku. Ze względu na bliskość domów maksymalny ładunek materiału wybuchowego w jednej serii strzelań wynosi 1700 kg, ale w strefie najbliższej domów tylko 500 kg. Do 2010 r. wydobyto 16 mln ton kamieni. W roku 1956 założono przedsiębiorstwo Rejon Eksploatacji Kamienia w Krakowie. Kamieniołom prowadzi wydobycie od 1963 roku. W latach 1968–1973 przeróbkę tłucznia prowadzono w zakładzie w Pisarach, a od 1973 również w nowo powstałym zakładzie w Rudawie (od 1990 roku tylko tam). W 1991 roku została zmieniona nazwa przedsiębiorstwa na Kopalnie Odkrywkowe Surowców Drogowych z siedzibą w Rudawie. Wydobyty kamień z Dubia przewożony jest samochodami do zakładu w Rudawie. Od 1996 roku prowadzona jest przeróbka kamienia na mobilnych zakładach przeróbkowych. Od 2006 roku właścicielem spółki została Grupa Lafarge.
W 2004 r. na terenie kopalni kręcono sceny filmu Vinci w reżyserii Juliusza Machulskiego. Na terenie kopalni organizowano także liczne imprezy plenerowe, festyny, spotkania z lokalnymi władzami, rajdy, dni bezpieczeństwa. Zakład wspiera finansowo przedsięwzięcia organizowane przez lokalną społeczność.
Złoże kopalni ze względu na interesującą geologię jest badane przez naukowców, stanowi także atrakcję turystyczną. Tuż obok kopalni prowadzi geologiczna ścieżka dydaktyczna.

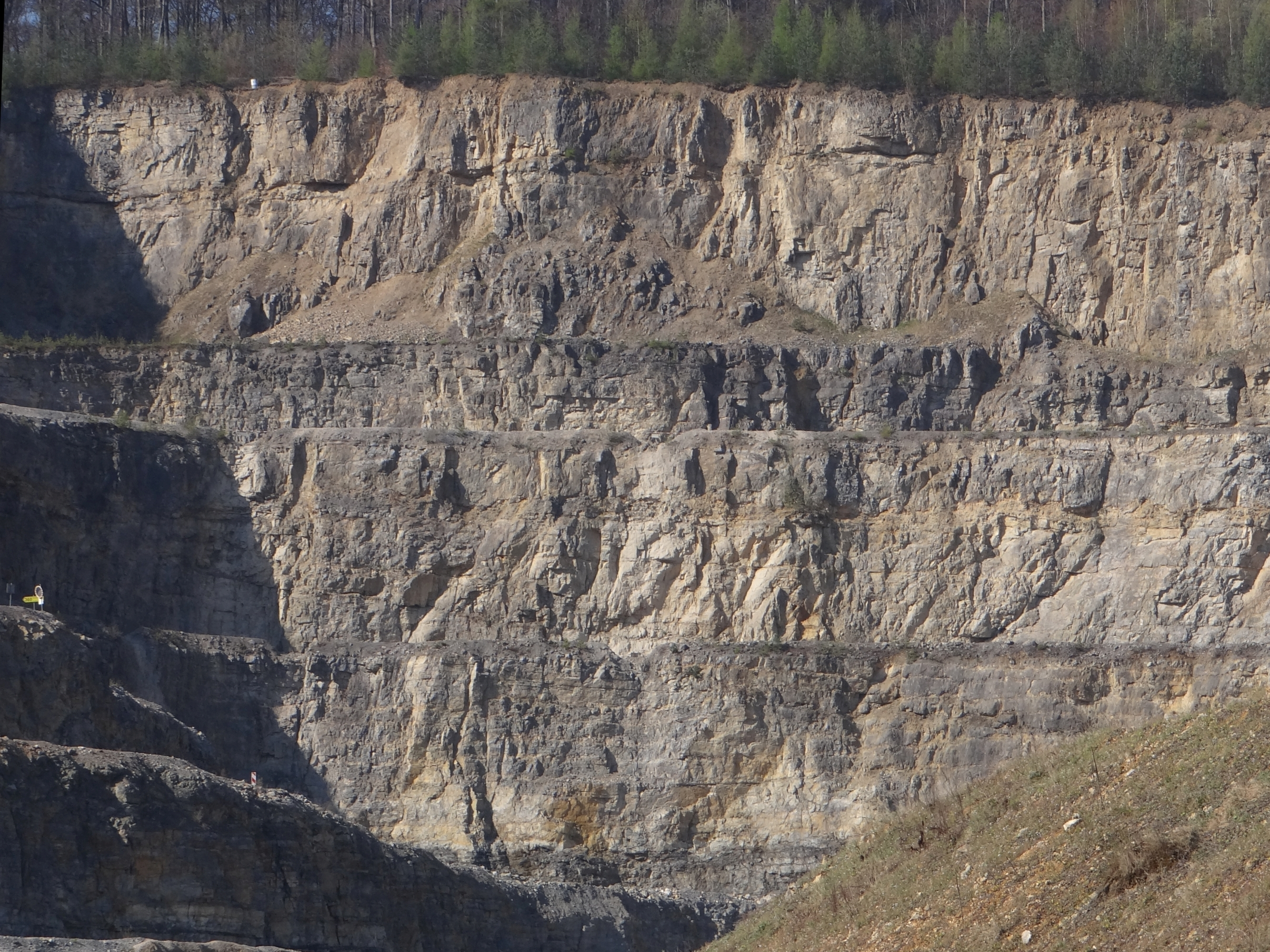
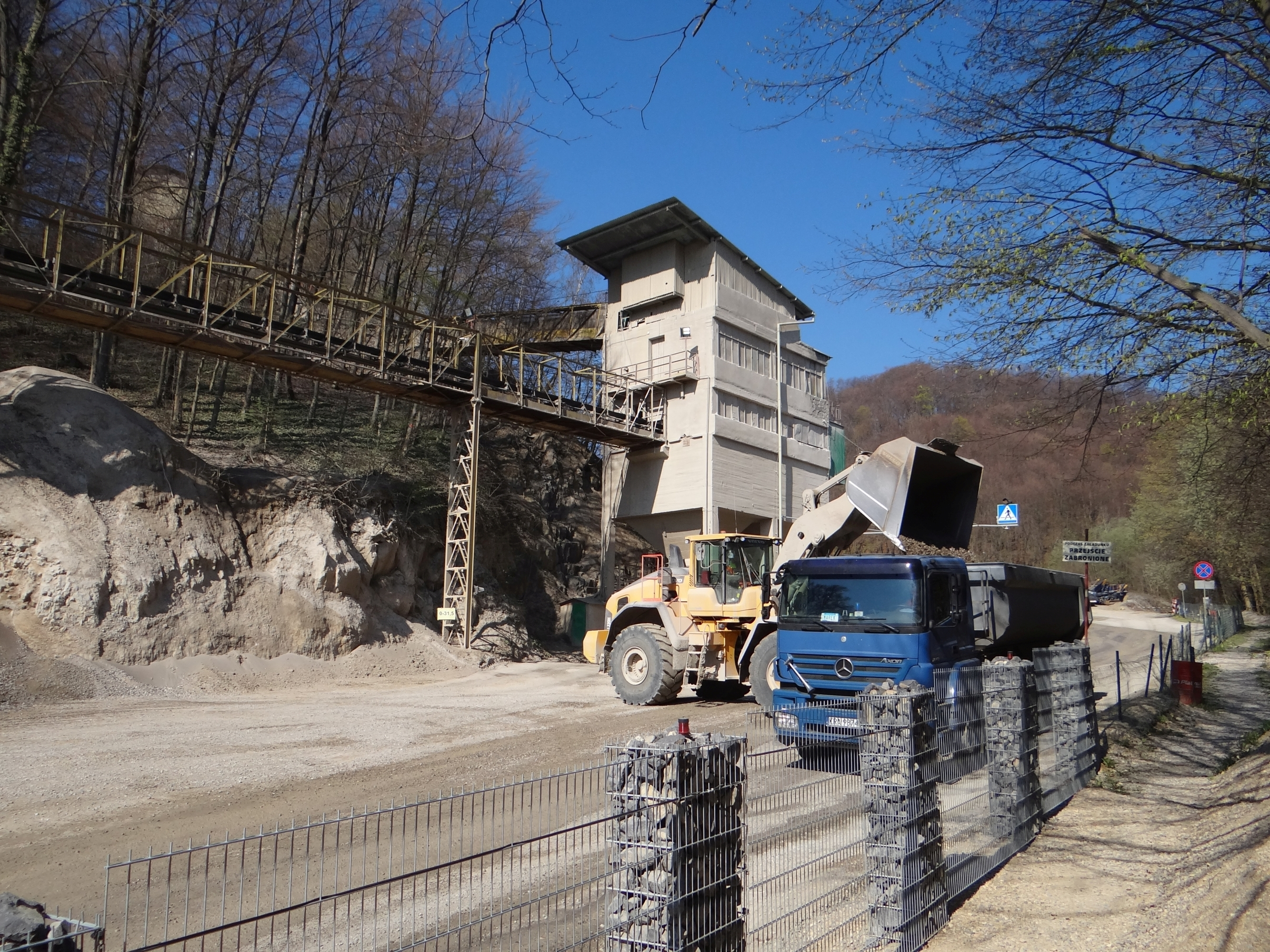
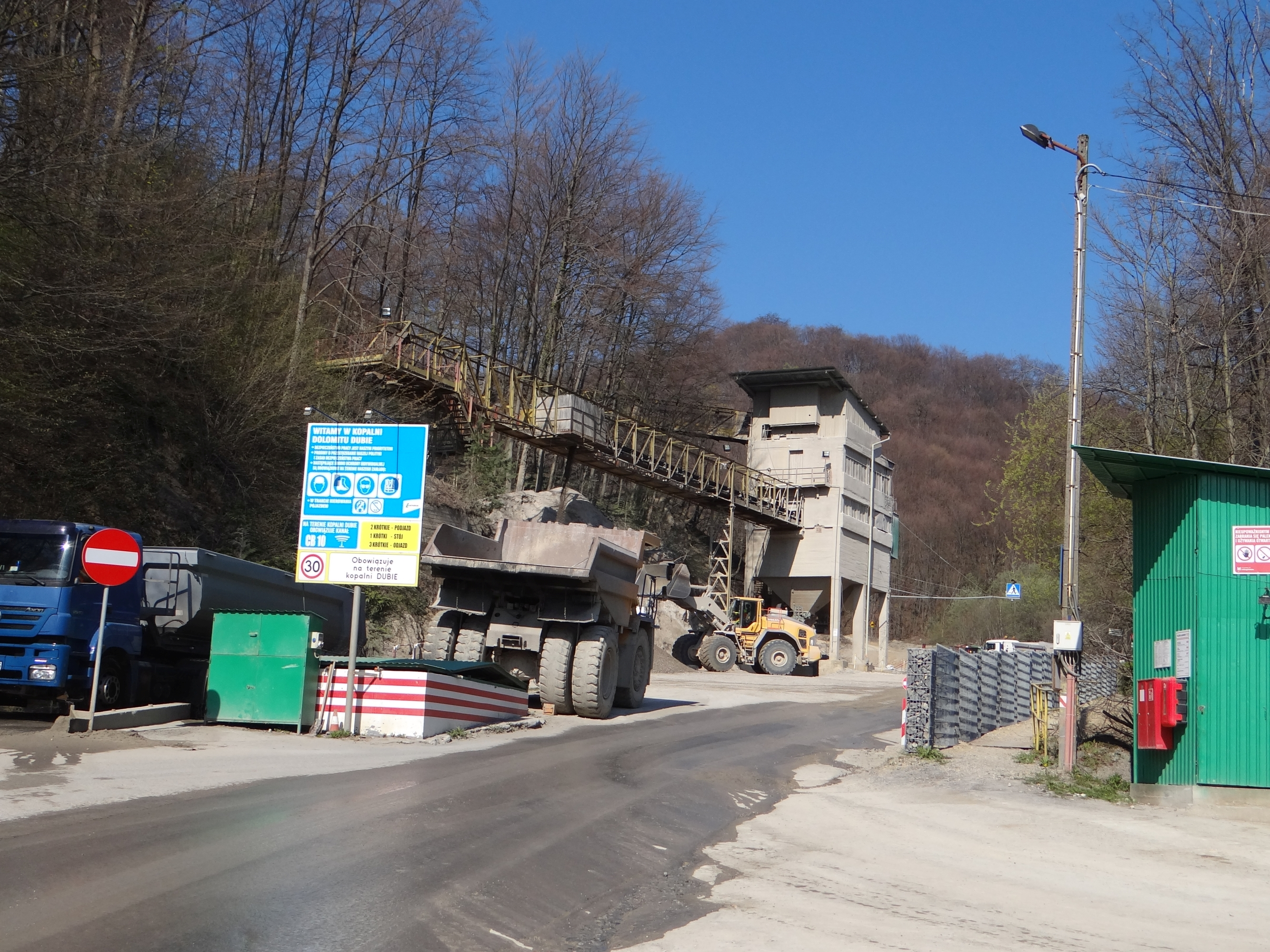

## Szlak turystyczny
Od parkingu w Dubiu obok kamieniołomu w Dubiu, dnem wąwozu Zbrza, obok Kamieniołomu Dębnik i Łomu Hrabskiego wąwozem Żarnówczany Dół do dna doliny i na parking. 5 przystanków.